# Волович, Виталий Георгиевич
Вита́лий Гео́ргиевич Воло́вич (20 августа 1923, Гагра, Социалистическая Советская Республика Грузия — 5 сентября 2013) — участник Великой Отечественной войны, полковник медицинской службы в отставке, доктор медицинских наук, профессор. Первый человек в мире, совершивший в 1949 году, вместе с А. П. Медведевым, прыжок на парашюте на Северный полюс. Основоположник отечественной медицины выживания.
Действительный член Российской академии космонавтики им. К. Э. Циолковского, член Русского географического общества, член Клуба исследователей (США), член Союза журналистов России, почётный полярник, инструктор парашютного дела, председатель экспертного совета федерации «Мэй Хуа Бань Кунг Фу» по курсу «Выживание в экстремальных ситуациях».

## Биография
Родился 20 августа 1923 года в Гагре (Социалистическая Советская Республика Абхазия).
Учился в кисловодской школе № 1. В связи с переездом родителей к новому месту работы среднюю школу оканчивал в Сочи 20 июня 1941 года, а через два дня, в момент начала Великой Отечественной войны — поступал в Ленинградскую Военно-медицинскую академию им. С. М. Кирова.
С сентября по ноябрь 1941 года, будучи курсантом, участвовал в обороне Ленинграда. Нёс дежурство на крышах домов, вместе с другими курсантами тушил зажигательные бомбы и ловил диверсантов, которые фонариками и ракетами с крыш домов подавали сигналы и целеуказания немецким бомбардировщикам. В ноябре академию перевели в Самарканд, где Виталий Георгиевич окончил её в 1946 году, попав по распределению капитаном медицинской службы в десантные войска в городок Ефремов под Тулой, на должность врача батальона 351-го ПДВ. В батальоне лечил бойцов и офицеров, прыгал с парашютом. Через год у него было уже 74 прыжка. Всего их у него 175.
В 1949 году Виталий Георгиевич был откомандирован в распоряжение Главного управления Северного морского пути в качестве флагманского врача. Ему предстояло лечить участников экспедиции, но главное ― при необходимости оказывать неотложную помощь экипажам самолётов в случае аварии или вынужденной посадки на дрейфующую льдину.
Оказавшись в составе экспедиции Севморпути, врач-десантник попутно выполнил особо важное государственное задание: 9 мая 1949 года он вместе с А. П. Медведевым приземлился с парашютом на Северный полюс. За этот первый в мире прыжок с парашютом на Северный полюс их наградили орденами Красного Знамени.
С 20 октября 1949 года по 20 февраля 1950 года совершенствовал свои знания на кафедре авиационной медицины военного факультета при Центральном институте усовершенствования врачей. Как флагманский врач Волович участвовал в высокоширотных экспедициях «Север-4» и «Север-5». С октября 1950 года по апрель 1951 года работал врачом на дрейфующей станции «Северный полюс-2». В мае 1952 года был назначен младшим научным сотрудником Научно-исследовательского испытательного института авиационной медицины (ГНИИИ АМ ― или ИАМ), где участвовал в разработке средств спасения лётного состава воздушных судов различного типа в лаборатории ударных перегрузок. В 1954—1955 годах назначен врачом и научным сотрудником дрейфующей станции «Северный полюс-3».
С 1959 года Виталий Георгиевич был переведён в специальную научно-исследовательскую лабораторию, занимавшуюся проблемами выживания лётчиков, а впоследствии и космонавтов, после вынужденного приземления и приводнения. В 1960 году он организовал и возглавил группу врачей-парашютистов для оказания медицинской помощи и медицинского обследования космонавтов на месте приземления. Лично проводил медицинское обследование космонавтов Юрия Гагарина, Германа Титова, Андрияна Николаева и Валерия Быковского.
С 1971 года Виталий Георгиевич возглавил научно-исследовательскую лабораторию и под его руководством и непосредственном участии, в качестве экспериментатора и испытателя, было проведено свыше 40 экспедиций в Арктику, Заполярье, тайгу, пустыни, горы.
После демобилизации в 1983 году Виталий Георгиевич перешёл на работу в Институт медико-биологических проблем на должность старшего научного сотрудника, где был ответственным исполнителем ряда научных тем, связанных с проблемой жизнеобеспечения человека в экстремальных условиях жаркой пустыни и Арктики, принимал участие в испытаниях и разработке специального аварийного снаряжения. Осуществлял научное руководство научно-спортивными экспедициями: «Человек и пустыня», «Комсомольская правда», «Советская Россия», «Метелица», неоднократно проводил тренировочные занятия с космонавтами по выживанию в пустыне, горной местности и на плаву.
В 1988—1991 годах руководил осуществлением совместного советско-индийского эксперимента «Химдом» — «Физиологические реакции человеческого организма на быструю смену с тропического климата на арктический», проводившегося в Индии и Кольском Заполярье с участием индийских военнослужащих.
С 1999 года и до конца жизни В. Г. Волович работал в Государственном научно-исследовательском испытательном институте военной медицины. В 1998—2000 годах регулярно читал лекции на факультете фундаментальной медицины Московского государственного университета им. М. В. Ломоносова в учебных курсах «Медицинская экология» и «Космическая медицина». Выступал с докладами на всесоюзных и международных конференциях по авиационной и космической биологии и медицине. Неоднократно выезжал за рубеж в составе научных экспедиций для проведения исследований по вопросам выживания лётного состава и космонавтов и испытания спецснаряжения в джунглях и тропической зоне океанов.
Скончался 5 сентября 2013 года на 91-м году жизни. Урна с прахом захоронена на участке 1/11 новой территории Николо-Архангельского кладбища (Московская область, Балашихинский район), рядом с захоронением матери.

## Труды
Автор 19 книг и около 300 научных работ. Наиболее известны из них «Жизнеобеспечение экипажей летательных аппаратов после вынужденного приземления и приводнения», «Человек в экстремальных условиях», «С природой один на один», «Академия выживания». Является одним из соавторов совместного советско-американского труда «Основы космической биологии и медицины».
Его перу принадлежит ряд научно-художественных повестей: «30-й меридиан», «Год на полюсе», «На грани риска» и другие. В конце 1998 года вышла его драматическая повесть о работе на дрейфующей станции «Северный Полюс-2» ― «Засекреченный Полюс».

### Основные публикации
- Волович В. Г. Человек в экстремальных условиях природной среды / Предисловие академика О. Г. Газенко; Художник Л. Ф. Шканов. — М.: Мысль, 1980. — 192 с. — 50 000 экз. (в пер.)

## Награды
- Награждён орденами Ленина, Красного Знамени, Трудового Красного Знамени, Отечественной войны II степени и двумя орденами Красной Звезды; медалями «За боевые заслуги», «За победу над фашистской Германией», «За оборону Ленинграда», пятью медалями Федерации космонавтики России, орденом Берегового (общество Берегового) за непосредственное участие в подготовке космических полётов и ещё 15 различными наградами, а также дипломом Ю. А. Гагарина.
- В 2002 году удостоен «Благодарности» Президента Российской Федерации.